# Distretto rurale di Polan
Il distretto rurale di Polan (in persiano دهستان پلان‎, Dehestān plan)  è un distretto rurale (dehestān) nel distretto di Polan, shahrestān di Chabahar, Sistan e Baluchistan, Iran. Al censimento del 2006, la sua popolazione era di 28.799, in 5.352 famiglie. Il distretto rurale ha 99 villaggi.